# Cádiz (provins)
 Cádiz er en provins i den spanske autonome region Andalusien, med byen ved samme navn, Cádiz, som hovedstad.

## Inddeling
Provinsen består af 44 kommuner; Ud over hovedstaden er andre vigtige byer Jerez og Algeciras. Der er seks officielle comarcas (amter) i Provinsen Cádiz:
- Bahía de Cádiz (Cádizbugten)
- Campiña de Jerez
- Campo de Gibraltar
- Bajo Guadalquivir
- La Janda
- Sierra de Cádiz (Cádizbjergene)

## Natur
I provinsen ligger Doñana National Park og seks større naturparker
- Bahía de Cádiz Naturpark på 100 km², ved  Guadaleteflodens udløb
- La Breña y Marismas del Barbate Naturpark på 37.97 km²
- Doñana Naturpark
- Los Alcornocales Naturpark på 1.700.25 km²
- Sierra de Grazalema Naturpark på 516.95 km²
- Gibraltarstrædet Naturpark